# Maskal
Maskal (auch: Maskali, französisch Île Maskali, italienisch Isola Mascali) ist eine kleine Koralleninsel Dschibutis im Golf von Tadjoura. Das Eiland liegt etwa fünfzehn Kilometer nördlich der Hauptstadt von Dschibuti, Dschibuti-Stadt, und gehört zum Hauptstadtbezirk, speziell zum Sechsten Arrondissement (Arrondissement du Plateau), das sich mit der commune Ras-Dika deckt. Zusammen mit den nahegelegenen Inseln Musha (anderthalb Kilometer östlich) und Île du Large (ca. 2 km östlich) bildet Maskali die Gruppe der Musha-Inseln.
Die langgestreckte Insel bildet den westlichsten Ausläufer der Inselgruppe. Das umgebende Riff ist durch einen tieferen Kanal von der Hauptinsel Musha getrennt. Dazwischen liegen noch ein paar weitere winzige Riff-Eilande.